# Peder Hvelplund
Peder Hvelplund (nascido a 8 de setembro de 1967, em Ringkøbing) é um político dinamarquês, membro do Folketing pelo partido da Aliança Vermelha e Verde. Ele foi eleito para o parlamento nas eleições legislativas dinamarquesas de 2019.

## Carreira política
Hvelplund concorreu às eleições legislativas dinamarquesas de 2015, mas não foi eleito, tendo recebido apenas 423 votos. Embora não eleito, tornou-se no principal substituto da Aliança Vermelha e Verde para o eleitorado da Jutlândia do Norte. Stine Brix foi eleita para o partido no distrito eleitoral, e Hvelplund serviu como substituto dela em duas ocasiões: de 22 de dezembro de 2018 a 7 de maio de 2019 e de 29 de março de 2016 a 28 de fevereiro de 2017.
Hvelplund foi eleito para o parlamento na eleição de 2019, com recebeu 1.028 votos. Durante a pandemia COVID-19, a Aliança Vermelha e Verde fez de Hvelplund o porta-voz das questões relacionadas com o virus.